# Kotka
Kotka (finlandês: Kotka, PRONÚNCIA) é uma cidade e município do sudeste da Finlândia, situada na região de Kymenlaakso.
Tem um dos principais portos de exportação do país e é uma grande atração turística.

Está localizada na desembocadura do rio Kymmene no Golfo da Finlândia.
Tem uma área de 272 km2 e uma população de 52 883 habitantes (2018).
É uma cidade de expressão maioritariamente finlandesa, com uma pequena minoria sueca.

## História
Kotka recebeu o estatuto de cidade em 1879.

## Desporto
A cidade é sede do clube de futebol KTP